# Сан-Нацаріо
Сан-Нацаріо (італ. San Nazario, вен. San Nazario) — муніципалітет в Італії, у регіоні Венето, провінція Віченца.
Сан-Нацаріо розташований на відстані близько 450 км на північ від Рима, 70 км на північний захід від Венеції, 34 км на північ від Віченци.
Населення — 1705 осіб (2014).

## Демографія
Населення за роками:

Станом на 31 грудня 2014 року в муніципалітеті офіційно проживав 191 іноземець з 20 країн, серед них 32 громадяни країн Євросоюзу та 8 громадян України.

## Сусідні муніципалітети
- Камполонго-суль-Брента
- Чизмон-дель-Граппа
- Пове-дель-Ґраппа
- Соланья
- Вальстанья